# Niederländische Botschaft Addis Abeba

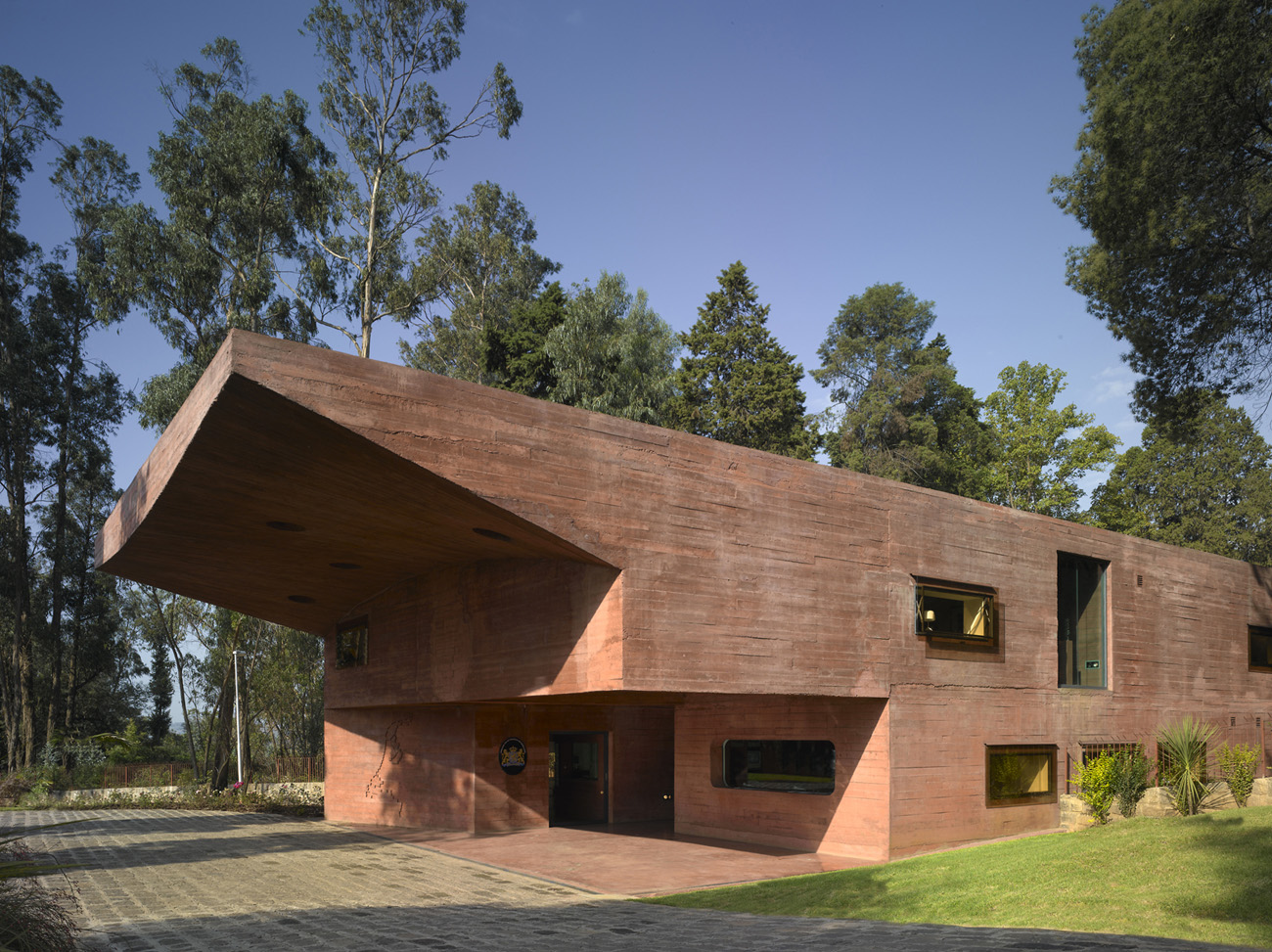
Haupteingang der Niederländischen Botschaft

Die Botschaft des Königreichs der Niederlande in Addis Abeba ist die diplomatische Vertretung der Niederlande, Arubas, Curaçaos und Sint Maartens in Äthiopien. Zudem dient sie als Repräsentanz und diplomatische Vertretung für Dschibuti und die Afrikanische Union. Sie befindet sich an der Ring Road im Stadtteil Kolfe Keranyo. Botschafter ist seit 2016 Bengt van Loosdrecht.

## Geschichte
Das Königreich der Niederlande und Äthiopien führen sehr lange diplomatische Beziehungen. Eine niederländische Botschaft gibt es in dem Land seit 1950.

### Neubauprogramm für Botschaften in Afrika
1997 legte das niederländische Ministerium für Auswärtige Angelegenheiten ein Sonderprogramm auf, mittels dessen neue Botschaftsgebäude gebaut werden sollten, die moderne niederländische Architektur zeigen und gleichzeitig sich den lokalen Gegebenheiten der Gastländer anpassen sollten. Neben Maputo (Mosambik), Dar-es-Salam (Tansania), Kairo (Ägypten) und Dakar (Senegal) wurde Addis Abeba als Standort eines neuen Botschaftsgebäudes ausgewählt.
Das 55.000 Quadratmeter große Gelände der Botschaft war bereits seit den 1940er Jahren in Eigentum des Königreiches. Das Botschaftsgebäude selbst entsprach Mitte der 1990er Jahre nicht mehr den Ansprüchen des Außenministeriums, die Residenz war in ein provisorisches Gebäude ausgelagert. Dies und die diplomatische Bedeutung der Botschaft in Addis waren die Gründe, hier einen Neubau zu errichten.

### Vergabe 1998
Die Vergabekommission des Außenministeriums beauftragte 1998 die beiden Architekten Dick van Gameren und Bjarne Mastenbroek mit dem Neubau des Botschaftsgebäudes. Zum Auftrag kamen außerdem die Sanierung der Villa sowie der Neubau eines Eingangshäuschens, eines Angestelltenhauses und einer Schule hinzu. Zu Gameren und Mastenbroek wählte die Vergabekommission zwei äthiopische Architekturbüros – ABBA Associates (mit der Architektin Rahel Shawl) und Elmi Olindo & Co Plc. – hinzu. Arup Associates agierte als Ingenieurs- und Beratungsbüro für den Bau.

### Eröffnung 2006
Die Planungen waren 2002 abgeschlossen, die Bauarbeiten begannen kurz darauf. 2006 konnte das neu gestaltete Botschaftsgelände eingeweiht werden. Die Kosten betrugen 7,32 Millionen US-Dollar.

## Architektur

### Beschreibung des Hauptgebäudes

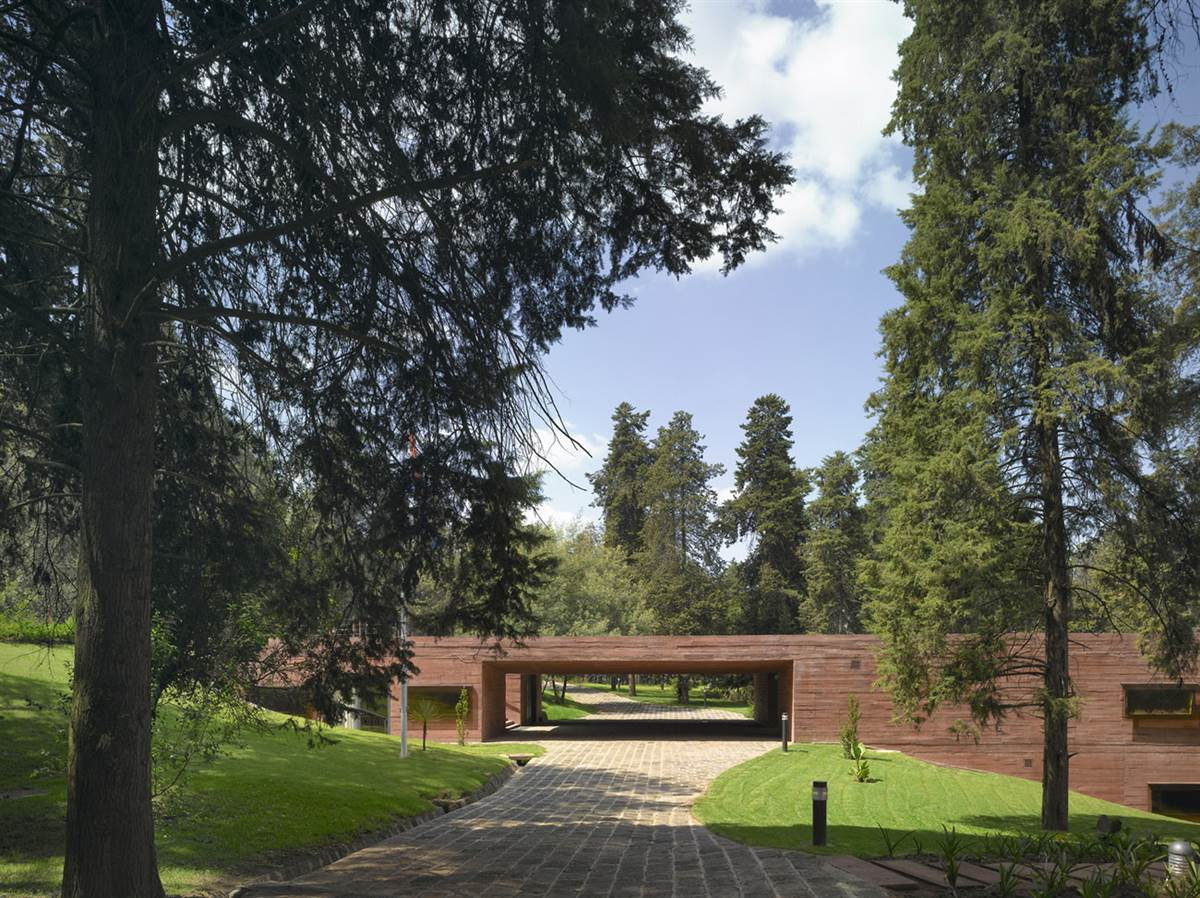
Seitenansicht

Das Ziel des Architektenteams war es, die Eingriffe gering zu halten und das von Eukalyptus bewachsene, fünf Hektar große Botschaftsgelände möglichst unberührt zu belassen. Das Botschaftsgebäude, das unter anderem als Residenz des Botschafters dient, liegt zentral auf dem Gelände. Die kleinen Neubauten (Kanzlei, Angestelltenhaus, Schule) ließ das Architektenteam an der nördlichen Begrenzung des Geländes in einer Reihe errichten. Die bereits vorhandene Villa, die bis zum Neubau als Residenz diente, wurde am gleichen Ort im südwestlichen Zipfel des Geländes belassen und dient seitdem als Residenz des bzw. der Gesandten.
Über eine leicht verschlungene Straße ist das zweistöckige Botschaftsgebäude zu erreichen, das aus einem 140 Meter langen, relativ schmalen Riegel besteht. Es teilt das Botschaftsgelände in Ost-West-Richtung. Im vorderen Bereich des Gebäudes befinden sich die Büros, im hinteren Bereich der Wohnbereich des Botschafters. Wände, Böden und Decken des Gebäudes haben den gleichen Rot-Ocker-Farbton und leichte Unebenheiten wie die äthiopische Erde. Zusammen mit der Vollbeton-Bauweise entsteht ein Höhlencharakter und erinnert so an die Felsenkirchen von Lalibela. Kontrastierend wirkt der Dachgarten des Gebäudes, der mit verschiedenen Sandformen in Wasserbecken an niederländische Polder-Landschaften erinnert. Das Botschaftsgebäude besitzt keine Heizung, die Wärme-/Kälte-Regulierung erfolgt über die Fenster, die Wanddämmung und Holzöfen.
Die anderen Gebäude – abgesehen von der Villa, die bereits bestand – wurden ebenso möglichst zurückhaltend an das Gelände angepasst.

### Rezeption

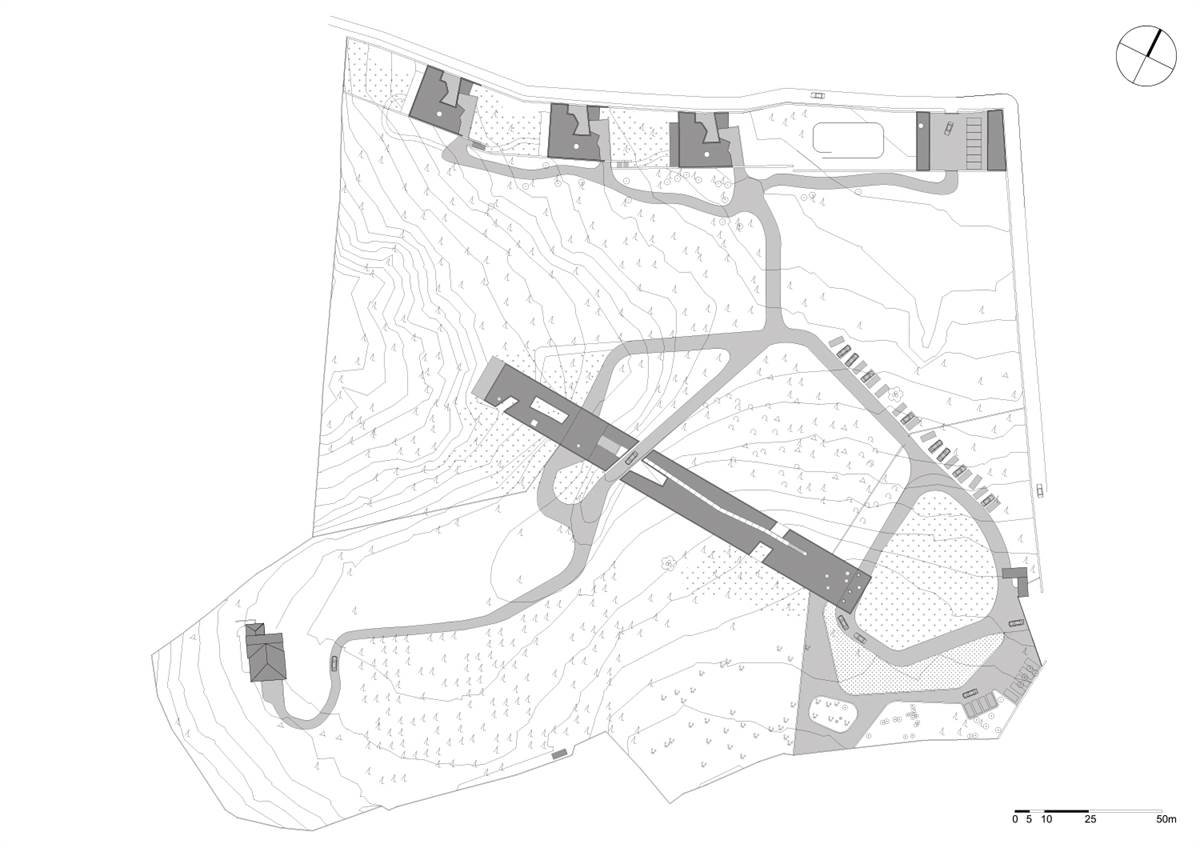
Das Botschaftsgebäude befindet sich direkt im Zentrum des zur Vertretung gehörenden Geländes

Das Werk des Teams um van Gameren, Mastenbroek und Rahel Shawl (ABBA) gilt als herausragendes Beispiel für eine architektonische Synthese niederländischer und äthiopischer Architektur. Kritiker und Kritikerinnen heben besonders hervor, dass die Architekten Wert darauf gelegt hätten, die landschaftliche Umgebung möglichst unangetastet zu lassen und die Gebäude dieser anzupassen.

„At the outsef of the twenty-first century, the Dutch government embarked on a project of embassy building around the world, among which figured three projects in Africa. Of these the Royal Netherlands Embassy in Addis Ababa (2005) warrants particular attention. A collaboration between Dutch architects Dick van Gameren and Bjarne Mastenbroek and the Ethiopian firm ABBA Architects, this project represents probably the most profound work to have been implemented in Africa's recent past. Here, locality has been produced to engage a contemporary reading of site, enclosure and materials through acute interpretation of socioeconomic relations of local building and architectural production. The contour datum and the combination of concrete with the rich coloured local earth have affected a counter ambiguity whereby the building approximates the political. Translation through landscape tectonic has brough foreign and local spatial practice into intimate encounter, producing a new building type that transcends typological function and contributing toward new architectural knowledge out of Africa.“

## Aufgaben der Botschaft

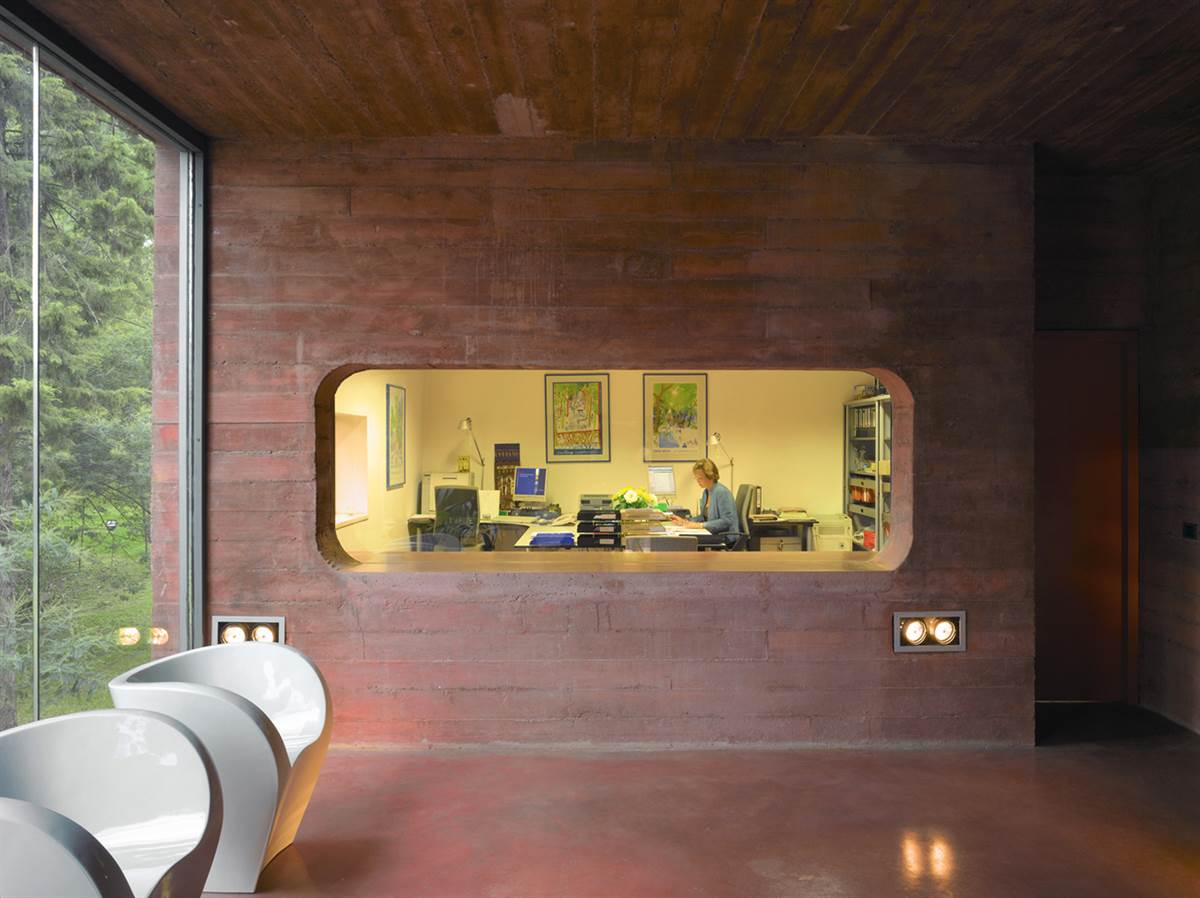
Innenansicht

Hauptsächlich dient die Botschaft der Repräsentation und der Vertretung der Interessen des Königreichs der Niederlande in Äthiopien und Dschibuti sowie als Anlaufstelle für die Bürger und Bürgerinnen des Königreichs. Zudem dient die Botschaft als permanente Repräsentanz bei der Afrikanischen Union (AU), der Intergovernmental Authority on Development (IGAD) und der UN-Wirtschaftskommission für Afrika (UNECA). Des Weiteren ist die Botschaft Sitz der niederländischen Entwicklungszusammenarbeit. Im Jahre 2011 führte die niederländische Entwicklungszusammenarbeit Projekte im Wert von mehr als 31,55 Millionen Euro in Äthiopien aus.
Ein Honorarkonsulat in Dschibuti-Stadt unterstützt die Botschaft in konsularischen Angelegenheiten.